# 秘密森林2
《秘密森林2》（：／），為韓國tvN於2020年8月15日起播出的週末連續劇，由《任意依戀》的朴鉉錫導演與《秘密森林》的李秀妍作家合作打造。本劇講述失去感情的檢察官黃始木（曹承佑飾）與正義的警察韓汝珍（裴斗娜飾）再次相遇，一同站在檢警調查權力鬥爭最前線的對立點，一同揭露被隱瞞的事件真相的故事。
Netflix於8月15日起上線。

## 演員陣容

### 主要人物
| 演員   | 角色   | 介紹 |
| 曹承佑 | 黃始木 | 37歲，西部地檢刑事3部檢察官，現任大檢察廳刑事法制團成員。他加入太夏帶領的法制團工作，雖然已任檢察官十年，但是在部長級官員們堅守的法制團裏，他成為了最年輕的成員。他投入到死守檢察部門固有的調查權的最前線，與站在對立點的汝珍再次見面。時隔2年回到首爾的他更加冷靜，但冷靜和溫情的始木依然只能默默地獨自工作。 |
| 裴斗娜 | 韓汝珍 | 32歲，龍山警察署重案組警官，借調至警察廳調查結構革新團，現任主任。雖然隸屬龍山警察署，但她現時在總警察廳工作。作為以調查權獨立為目標的「調查結構革新團」一員，她將坐上警察、檢察雙方的談判桌。在警檢對立日益尖銳的情況下，她要推翻自己所屬的警察機關，她是否會毫不猶豫地採取行動依然不明。                     |

### 檢察廳
| 演員   | 角色   | 介紹 |
| 崔武成 | 禹太夏 | 刑事法制團部長檢察官，專門挑選方便晉升的黃金職位的人。在檢察機關名聲低落之時，他在時代要求下成為法制團負責人，要放下檢察機關的壟斷地位和權限進行改革。雖然他手握檢察部門的雙刃劍，但事實上他並不危險。也許是身為貴族檢察官的緣故，他的態度和語氣中透着自信。他雖然不自私，但擁有相當的個人主義、權威主義特質。                                                             |
| 金榮在 | 金思賢 | 國會法制司法委員會特派委員，派到委員會的檢查員。雖然身為被稱為「晉升台階」的司法委員，但由於該單位面對成為國會議員遊說窗口的指責，因此政府決定廢除派遣制，所以職務結束後其地位變得不透明。幸運的是，他加入了大檢察廳法制團，同時兼任了一個不錯的職務。經過種種磨難，最後成為部長的他雖然常常不屑於行事僵直的始木，但是依然會幫助他。                                       |
| 李浚赫 | 徐東載 | 議政府市地方檢察廳刑事1部檢察官。他不知道自己能否晉升為部長，加上首都圈的連續任職禁令，令他以後只剩下在地方工作的機會，讓他感嘆不已。但是，在倒塌的天空中卻出現機會，他正考慮在大檢刑事法制團、東部地方檢察廳、韓喬集團部門也都在考慮之列，看看在哪個地方建立關係。 |
| 朴成根 | 姜元哲 | 現任東部地方檢察廳檢察長。從西部地方檢察廳開始，他一直不懈地追查韓朝集團的違法行為。但是，在必須領導整個地方檢察廳的現職上，他只能適當地睜一隻眼閉一隻眼。被吳柱善暗算而被韓僑抓住把柄，為了不要就此聽命於財閥，因此辭去地檢長並勸說李妍在尊敬李昌俊的遺囑，停止官商勾結的惡性循環。拒絕所有法律事務所的邀約，過著閒雲野鶴的日子，並回憶著過去自己身為檢察官所做出的影響。 |
| 朴知硏 | 鄭敏荷 | 議政府地方檢察廳刑事1部檢察官，在東載辦公室度過新人時期的新手檢察官，是始木學校的學妹。於徐東載的搜索過程中被黃始木抓出過去處理朴光秀一案的諸多錯誤，因展現出勇於面對錯誤的勇氣而受到始木的賞賜。劇末，始木受到檢察高層的牽制而被迫調離首都圈，受到始木的請託調查未完成的案件。                                                                                            |

### 警察廳
| 演員   | 角色   | 介紹 |
| 田慧振 | 崔炳   | 第一位女性警察廳情報部長，兼任搜查結構革新團團長。警察廳在搜查權調整中是有利的贏家，她為了爭取警察更大的搜查權而玩弄權力，進而推動刑訴法的修改。她並不是無條件地擁護警察，也會認真思考自己所從事情報警察的危險性。她為了出人頭地，以務實的面貌得以登上現在的位置。 |
| 李海英 | 申載容 | 警察廳調查局長，在警察級別中排名第三的治安監。他具有像職責一樣機靈、高超的政治手腕，在業務上展現狠心的一面。 |

### 韓喬集團
| 演員   | 角色   | 介紹 |
| 尹世雅 | 李妍在 | 韓喬集團會長，允範的女兒，彰俊的妻子。在爸爸和同父異母的哥哥成在面臨牢獄之災時，她成為集團的代表理事，堅守著家族的經營權。她從出生的瞬間就是財閥，現在面對重大責任時，沒有閒暇去思念或埋怨離開的丈夫，而被逼著加入戰局攪弄風雲，然而對於前夫以死之請託，他能否有心思顧及? |
| 鄭星一 | 朴常務 | 韓喬集團企劃調整室職員，妍在的助手。他自妍在臨危受命領導集團之時便一直輔佐她，並為她阻止來自成在的攻擊和允範試圖復出的企圖。 |
|        | 李成在 | 韓喬物產社長，允範的長子，與妍在是異母兄妹。 |
| 金學善 | 吳柱善 | 律師，高等法院部長審判官出身，卸任後成為著名律師事務所律師。在妍在看來，她需要一位能對東部地方檢察廳發揮影響力的人物，因此他將負責韓喬集團的工作。為了自身利益遊走於官商之間的奸詐狡猾的人物。                                                                            |

### 龍山警察署
| 演員   | 角色   | 介紹 |
| 全培秀 | 徐延洙 | 龍山署重案組組長，因牽連過不光彩的事情在晉升中落榜。即使如此，對於包括汝珍在內的組員來說，他是個不權威的組長。                                       |
| 崔載雄 | 張健   | 龍山署重案組警察，雖然語氣也比較笨拙，也沒有親切的微笑，但是非常誠實。作為隸屬於警檢協議會的唯一一名調查警察，他還會用不偏不倚的發言讓雙方產生裂痕。 |
| 尹太仁 | 徐尚元 | 龍山署重案組警察，塊頭大、力氣大的一線刑警。 |
| 宋至鎬 | 朴順昌 | 龍山署重案組巡警，綽號「辣椒醬」，重案組最年輕的新進警員，在現場總是全力以赴的燃燒著純粹熱情的菜鳥警察。                                             |

### 其他人物
| 演員   | 角色   | 介紹 |
| 崔嬉序 | 李幼安 | 東載的妻子，一邊帶著兩個分別是小學生和初中生的兒子，一邊兼任鋼琴教師。在娘家日子過得挺富裕，因此美貌不減當年。雖然和東載是相愛後結婚，但是現在的關係不是很好。 |
| 太仁鎬 | 金秉賢 | 《成文日報》社長，是妍在的前未婚夫。雖然與妍在的競爭對手成在相處融洽，但依然很迷戀妍在。                                                                       |

### 特別演出
| 演員   | 角色   | 介紹                                                                         |
| 李奎炯 | 尹世元 | 先前為西部地檢案件科科長，後因殺人案件入監服刑。                             |
| 劉在明 | 李彰俊 | 總統首席秘書官，已故，在黃始木夢中與其道別。                                 |
| 申惠善 | 永恩秀 | 西部地檢刑事3部檢察官，已故，在黃始木夢中與其道別。                          |
| 金元海 |        | 新上任警察廳情報局長。                                                       |
| 李太炯 | 金浩燮 | 黃始木以前在西部地檢的輔佐檢察官，後調任原州地檢再次遇上同樣被調任的黃始木。 |

## 原聲帶
- Overture（發行日期：2020年8月13日）

| 曲序 | 曲目                  | 演唱   | 时长 |
| ---- | --------------------- | ------ | ---- |
| 1.   | Stranger（비밀의 숲） | 김준석 | 4:25 |

- Part.1（發行日期：2020年8月16日）

| 曲序 | 曲目             | 演唱     | 时长 |
| ---- | ---------------- | -------- | ---- |
| 1.   | Crisis（Crisis） | 鮮于貞娥 | 3:26 |

- Part.2（發行日期：2020年8月29日）

| 曲序 | 曲目                    | 演唱   | 时长 |
| ---- | ----------------------- | ------ | ---- |
| 1.   | In This Silence（침목） | 河鉉雨 | 4:27 |

- Part.3（發行日期：2020年9月5日）

| 曲序 | 曲目         | 演唱 | 时长 |
| ---- | ------------ | ---- | ---- |
| 1.   | Wish（바람） | Gaho | 3:32 |

- Part.4（發行日期：2020年9月12日）

| 曲序 | 曲目                   | 演唱   | 时长 |
| ---- | ---------------------- | ------ | ---- |
| 1.   | 另一扇門（또 다른 문） | 이윤찬 | 3:48 |

- Part.5（發行日期：2020年9月19日）

| 曲序 | 曲目         | 演唱   | 时长 |
| ---- | ------------ | ------ | ---- |
| 1.   | Lost（Lost） | 尹美萊 | 3:15 |

## 收視率
| 集數       | 播出日期   | AGB收視率        | AGB收視率      |
| 集數       | 播出日期   | 大韓民國（全國） | 首爾（首都圈） |
| ---------- | ---------- | ---------------- | -------------- |
| 1          | 2020/08/15 | 7.627%           | 9.102%         |
| 2          | 2020/08/16 | 6.415%           | 7.585%         |
| 3          | 2020/08/22 | 7.014%           | 8.190%         |
| 4          | 2020/08/23 | 6.442%           | 7.378%         |
| 5          | 2020/08/29 | 6.041%           | 7.070%         |
| 6          | 2020/08/30 | 6.281%           | 7.487%         |
| 7          | 2020/09/05 | 6.502%           | 6.950%         |
| 8          | 2020/09/06 | 7.493%           | 8.856%         |
| 9          | 2020/09/12 | 7.190%           | 8.553%         |
| 10         | 2020/09/13 | 7.203%           | 8.031%         |
| 11         | 2020/09/19 | 6.843%           | 8.017%         |
| 12         | 2020/09/20 | 7.458%           | 8.707%         |
| 13         | 2020/09/26 | 7.179%           | 7.755%         |
| 14         | 2020/09/27 | 8.837%           | 10.312%        |
| 15         | 2020/10/03 | 8.307%           | 9.589%         |
| 16         | 2020/10/04 | 9.408%           | 11.039%        |
| 平均收視率 | 平均收視率 | 7.265%           | 8.414%         |

- 收視最低的集數以藍色表示，收視最高的集數以紅色表示，而空格則表示該集的收視沒有相關數據。

## 話題性
電視劇部分
| 日期      | 佔有率 | 排名 | 備註      |
| --------- | ------ | ---- | --------- |
| 7月第5週  | 3.70%  | 5    | 開播前2週 |
| 8月第1週  | 4.55%  | 5    | 開播前1週 |
| 8月第2週  | 38.52% | 1    |           |
| 8月第3週  | 31.79% | 1    |           |
| 8月第4週  | 21.98% | 1    |           |
| 9月第1週  | 18.80% | 1    |           |
| 9月第2週  | 15.01% | 2    |           |
| 9月第3週  | 16.37% | 2    |           |
| 9月第4週  | 14.80% | 2    |           |
| 10月第1週 | 26.20% | 1    |           |

演員部分
| 日期      | 排名   |        |        |        |
| 日期      | 曹承佑 | 裴斗娜 | 李浚赫 | 崔武成 |
| --------- | ------ | ------ | ------ | ------ |
| 8月第2週  | 2      | 5      | 10     | -      |
| 8月第3週  | 2      | 7      | 8      | -      |
| 8月第4週  | 5      | 10     | 9      | -      |
| 9月第1週  | 9      | -      | 5      | -      |
| 9月第2週  | 10     | -      | 7      | -      |
| 9月第3週  | 10     | -      | -      | -      |
| 9月第4週  | 7      | -      | 9      | -      |
| 10月第1週 | 5      | 7      | 6      | 9      |

## 獲獎與提名
| 年度   | 頒獎典禮          | 獎項       | 入圍者 | 結果 | 參    |
| 2021年 | 第3屆亞洲內容大獎 | 最佳女演員 | 裴斗娜 | 提名 | [ 5 ] |

## 外部連結
- 韓國tvN官方網站 （页面存档备份，存于） 
- Daum上《秘密森林2》的資料

| tvN 週末劇                                           | tvN 週末劇                                 | tvN 週末劇 |
| ---------------------------------------------------- | ------------------------------------------ | ---------- |
|                                                      | （2020年8月15日－2020年10月4日）           |            |
| 雖然是精神病但沒關係 （2020年6月20日－2020年8月9日） | Start-Up （2020年10月17日－2020年12月6日） |            |